# 実報寺
実報寺（じっぽうじ）は、愛媛県西条市実報寺にある寺院。宗派は真言宗御室派、新四国曼荼羅霊場第35番札所。
御詠歌：みどりごを　わきて恵みの　地蔵尊　乳房のもとめ　かなわぬはなし

## 概要・歴史
聖なる帝（みかど）の勅願による寺から聖帝山、真実報いのある寺から実報寺と云う。
640年に道後温泉に湯治に来た舒明天皇の勅願により、恵隠（えおん）法師が開山した。弘法大師巡錫のおり当地に立ち寄り密教具を備え閼伽水井戸を掘ったという。地域一帯におよぶ広大な寺地であったが、戦乱の巻き添えにより、1672年に古堂より現在地に移転し現在の寺域になっている。
令和4年10日30日朝、33年に一度の本尊地蔵菩薩坐像の開帳法要が行われ、1989年以来となる一日限りのご開帳に多くの参拝者が訪れた。

## 伽藍
- 山門（仁王門）
- 本堂：本尊は秘仏で、国安高田の砂浜に流れ着いたものを運んだと云われる[2]。通常は大きい前立の地蔵菩薩坐像が拝顔できる。
- 大師堂：拝顔できる。
- 鐘楼堂
- 客殿：岩倉殿という部屋があり、岩倉具視と当寺の縁からそのように呼ばれる。
- 行者の井戸（閼伽井）：空海が当地に来たおり地蔵菩薩に供える水を求めて掘ったと伝わる。小松の殿さんがお茶をたてる水として汲みにこさせたと伝わる。
- 実報寺山八十八ヶ所霊場
- 句碑：一茶「遠山と見しハ是也花一本」が本堂前に、阪本謙二「聖主峰縹渺と雪新たにす」が境内中央に。
- 背広の僧侶像：昭和13年当時に51歳で遷化した聖憲住職の像で周桑高等女学校の校長も兼務しており、地元の人々が悼み僧侶姿と二体の銅像を造り境内と学校に設置したが、戦時供出により当寺の梵鐘と共に失われたが、学校に設置された方は学校関係者の尽力により難を逃れていたため戦後になり当寺に寄贈された[3]。

## 文化財
西条市指定有形文化財

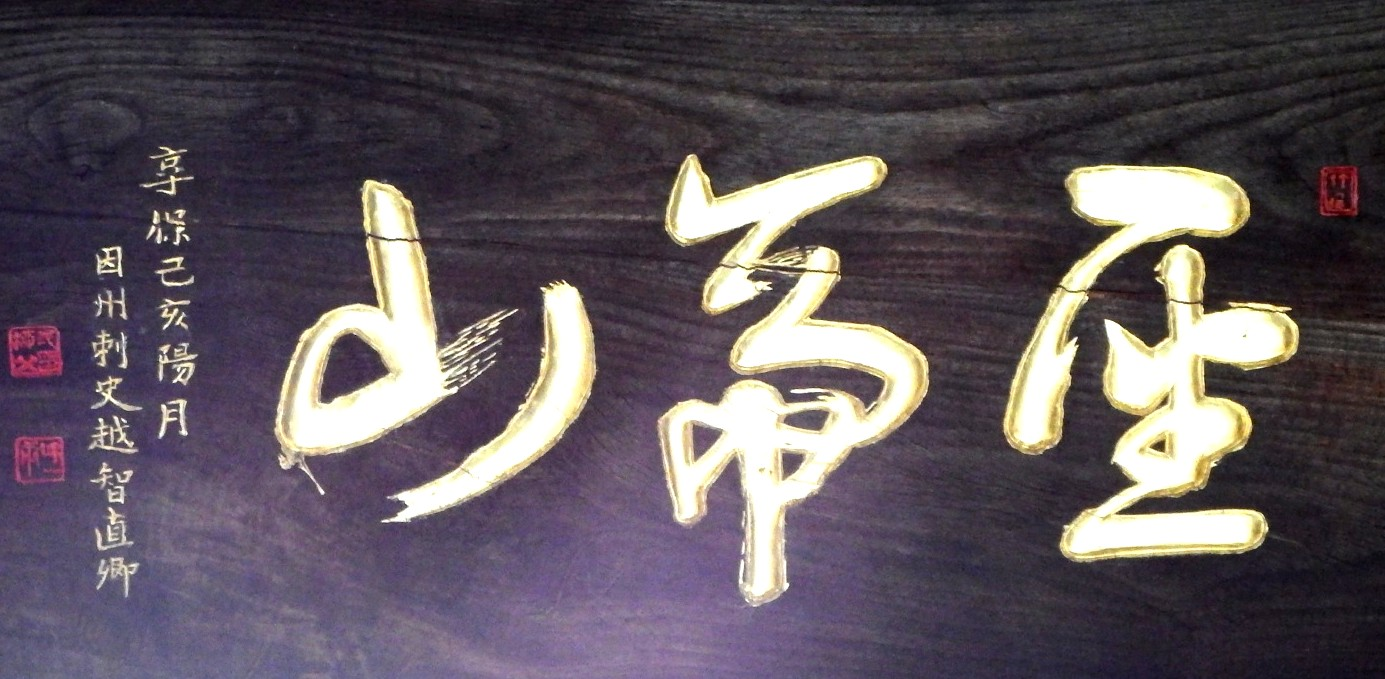
扁額「聖帝山」

- 木造地蔵菩薩坐像：楠の寄木造で像高1丈（約3m）鎌倉初期作。平成11月19日指定。
- 一柳直卿の奉納額「聖帝山」：仁王門に掛かる。平成2年11月19日指定。
- 俊盛筆聖帝山来由記：868年（貞観10年）11世俊盛（しゅんぜい）が書いた縁起で「予州聖帝山実報寺来由之」が正式名で、縦31cm×392cmの巻物で恵隠法師の開山の様子からの変遷が書かれている。昭和58年7月18日指定。

西条市指定天然記念物
- 一樹桜（ひとぎざくら）：エドヒガンの古木、小林一茶が1795年（寛政7年）に当桜を訪ねてきて一句詠んだことが一茶旅日記「寛政紀行」に記されている。平成2年11月19日指定。

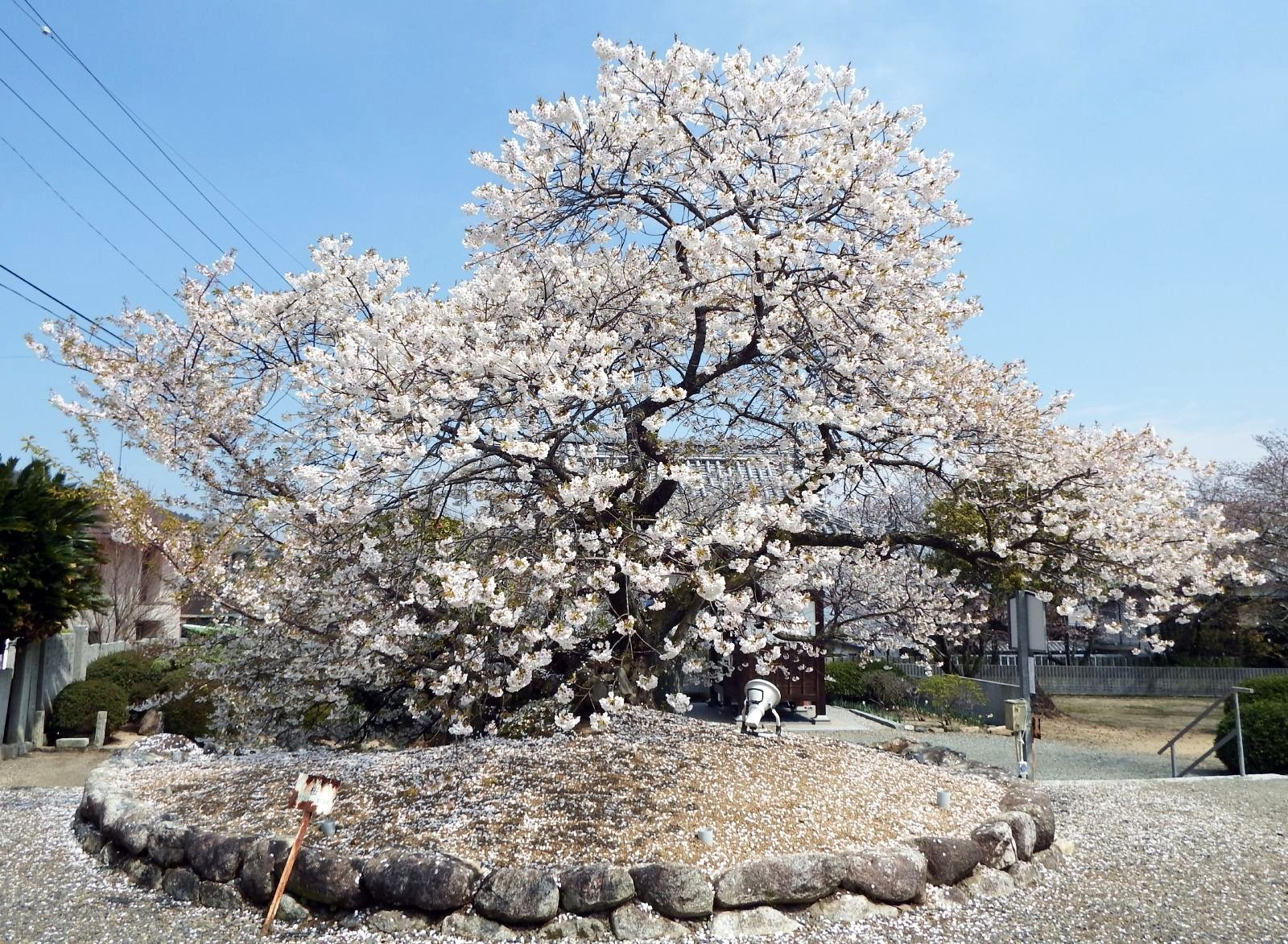
一樹桜（古木１）
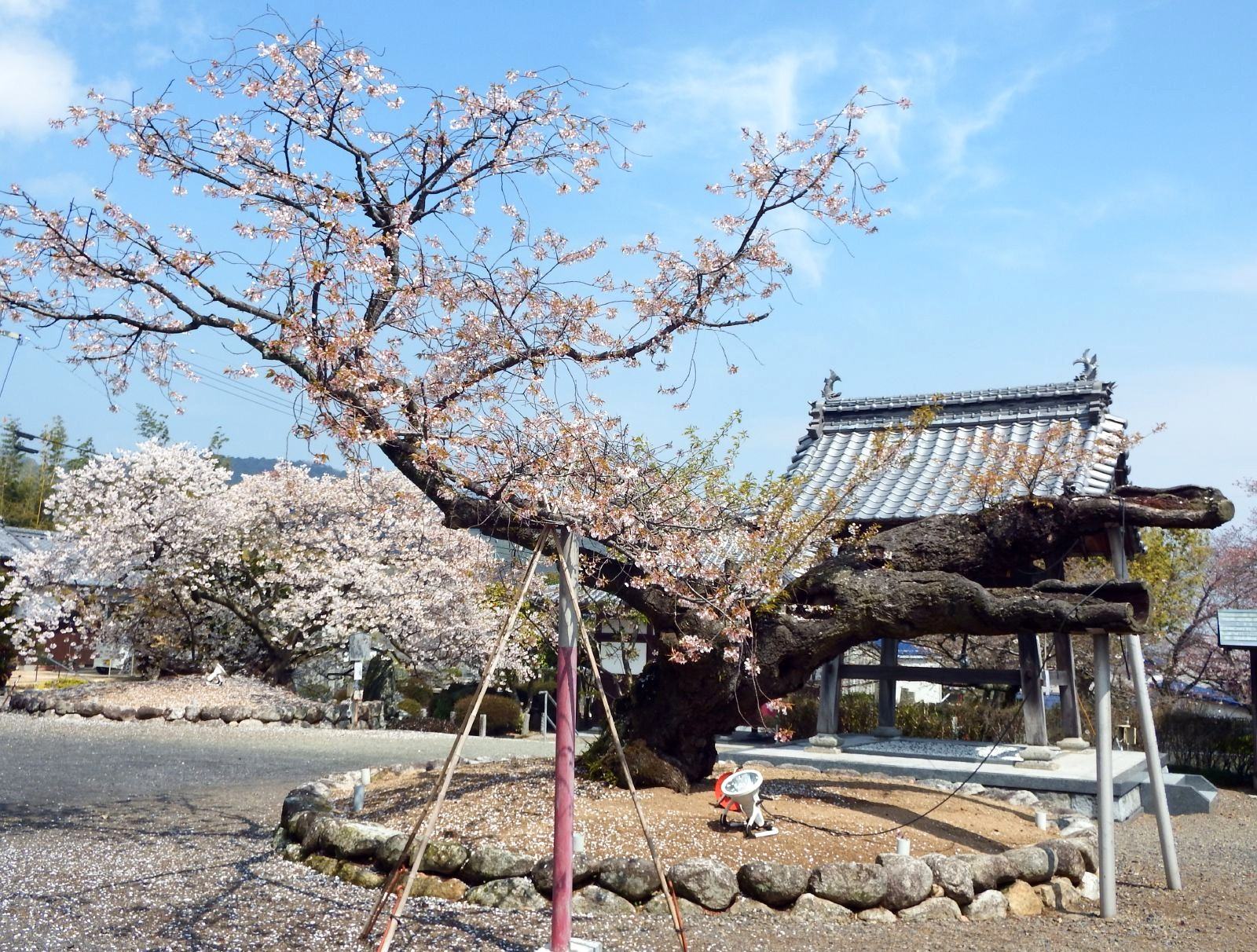
古木２
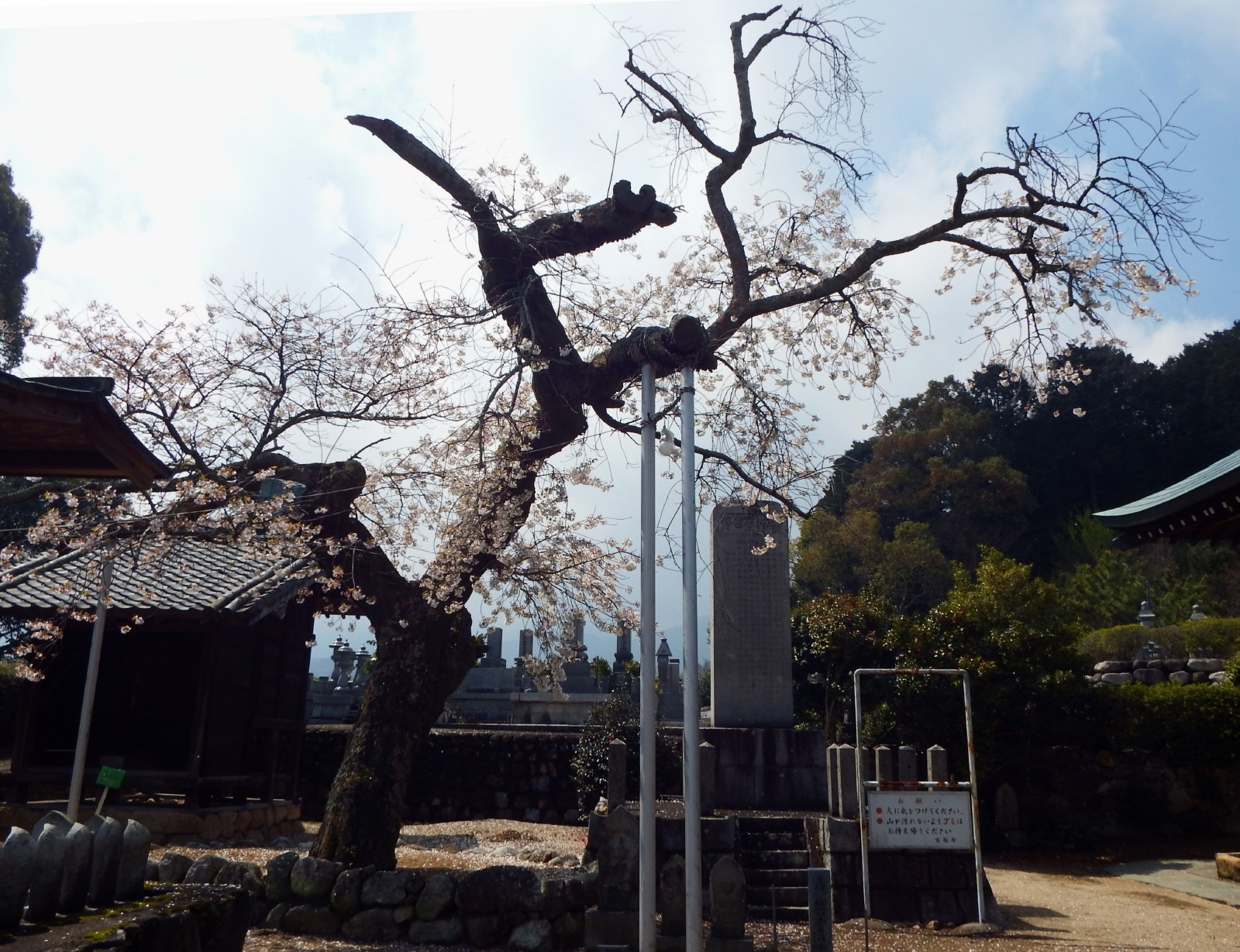
古木３
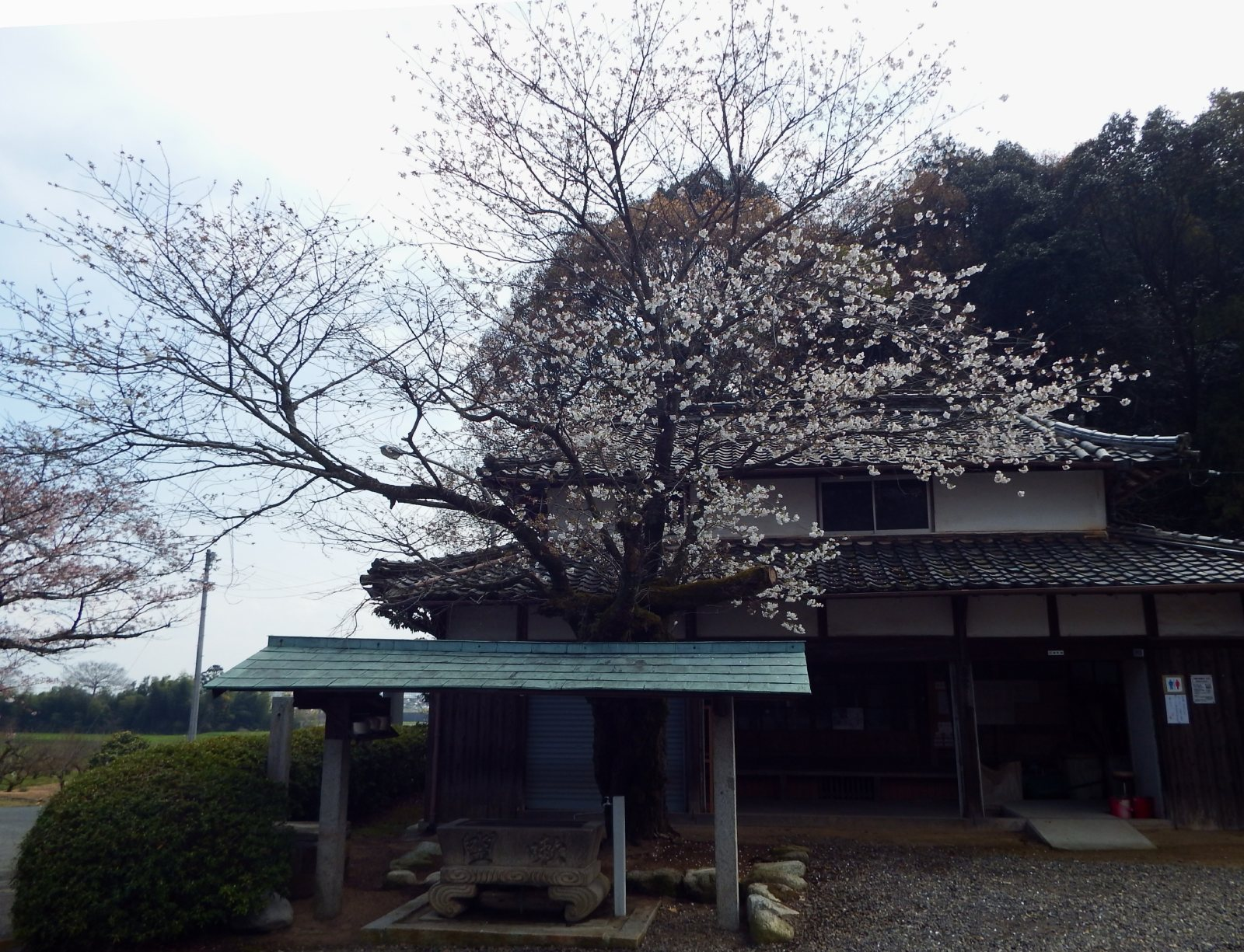
古木４
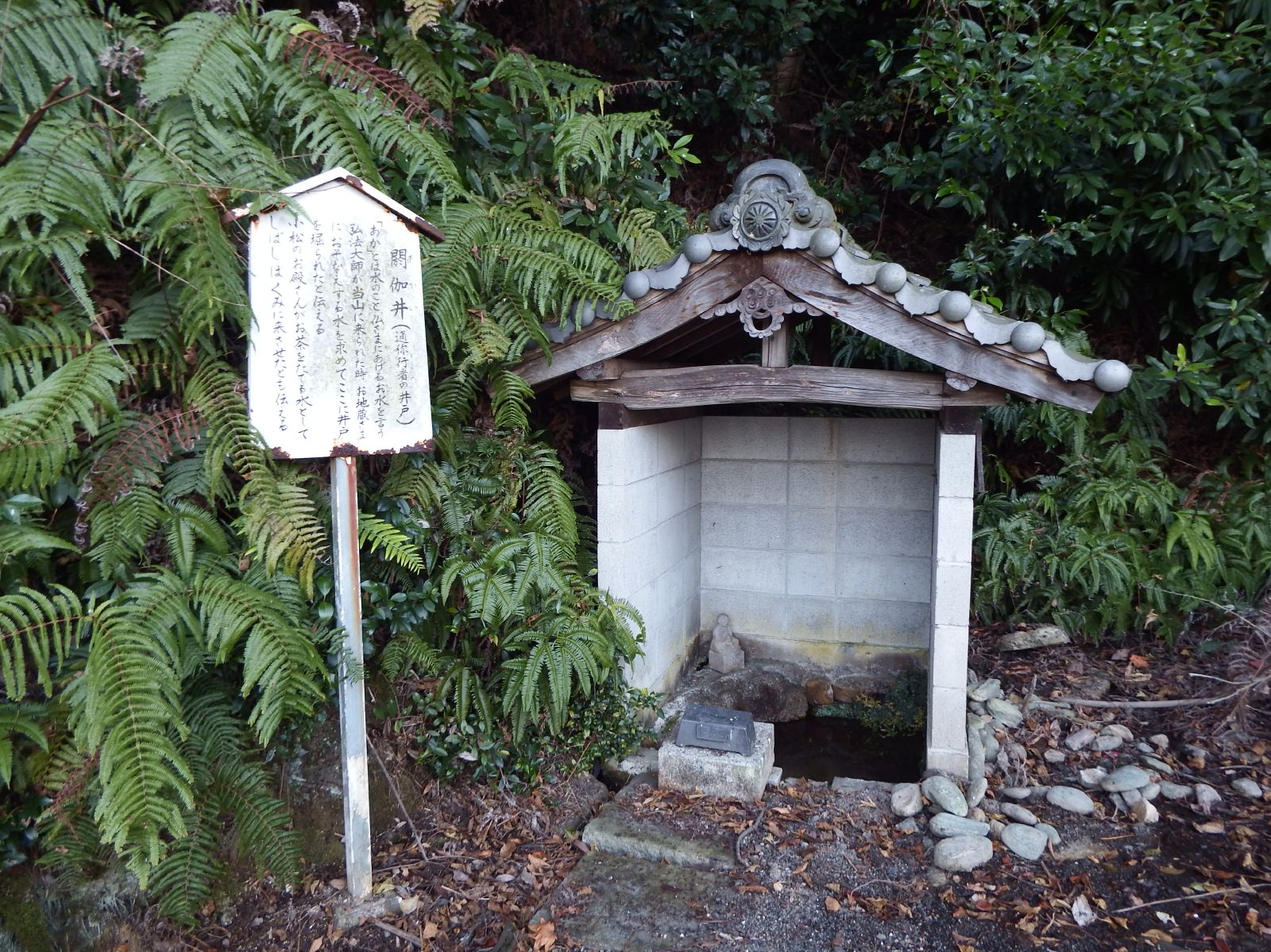
閼伽井
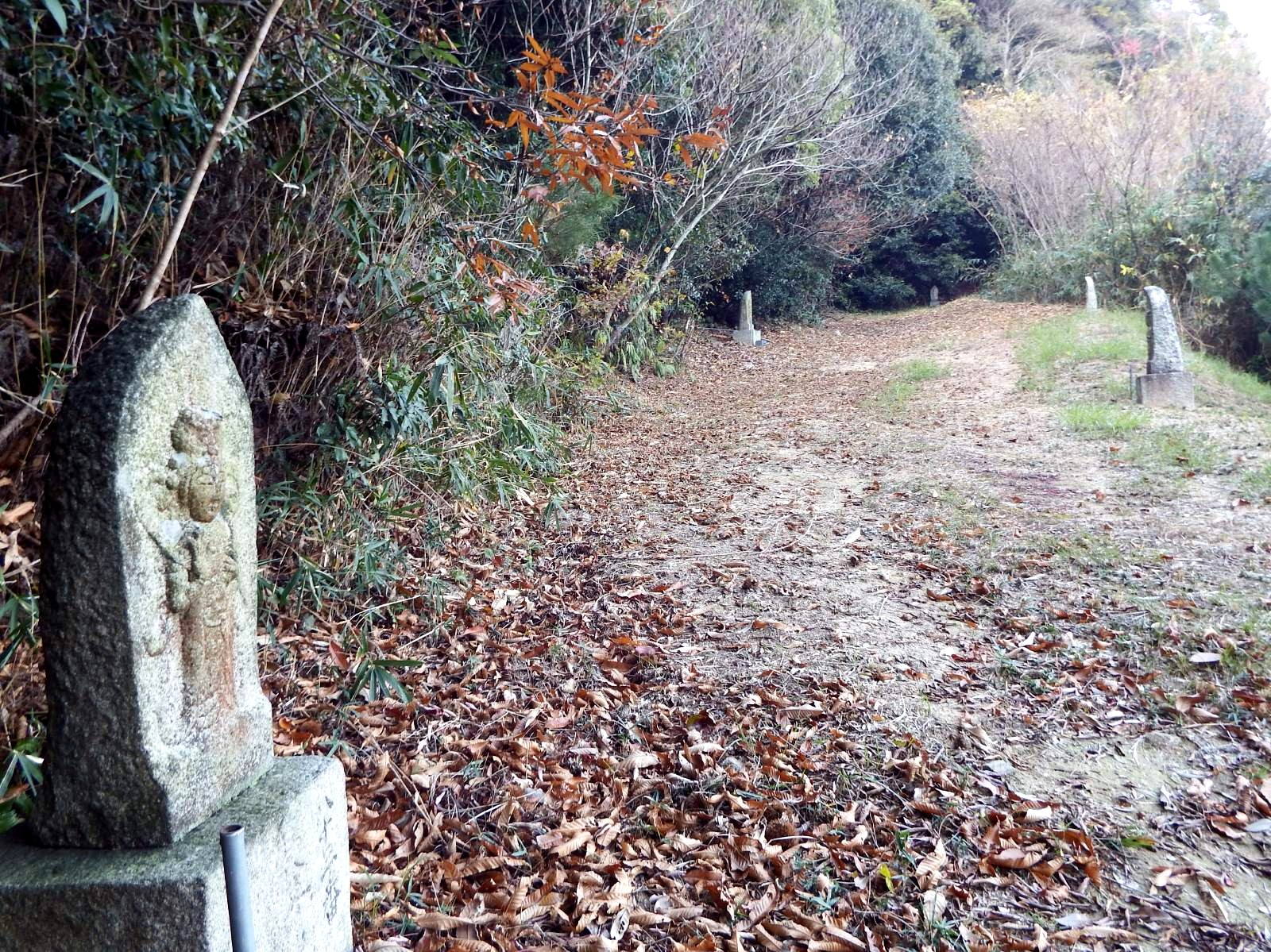
実報寺山八十八ヶ所霊場

## 前後の札所
新四国曼荼羅霊場
34番 妙雲寺-- 35番 実報寺 -- 36番 栴檀寺

## 交通案内
鉄道
- 四国旅客鉄道（JR四国）予讃線 伊予三芳駅より徒歩約2km

## 周辺
西条市指定天然記念物

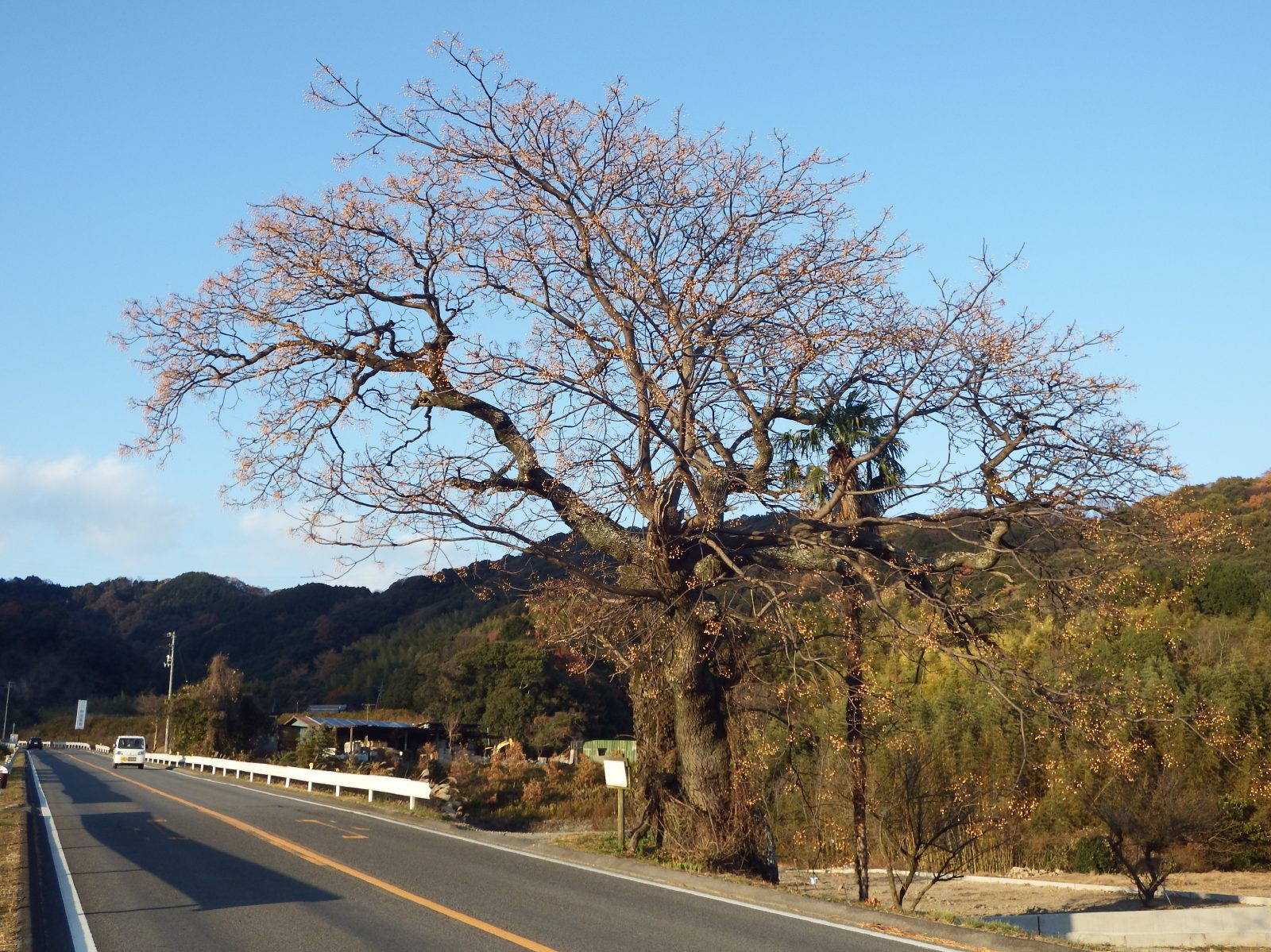
実報寺のセンダン

- センダン：樹高12m、樹齢300年以上。当寺への周越農道からの入り口付近にある。